# Kommissar für Energie
Der Kommissar für Energie ist ein Mitglied der Europäischen Kommission. Das Ressort besteht seit der Zusammenlegung der Kommissionen der Europäischen Wirtschaftsgemeinschaft mit denen von Euratom und EGKS 1967; zuvor waren die letzten beiden Gemeinschaften, die für Bereiche der Energiepolitik zuständig waren, unabhängig gewesen. Dem Kommissar für Energie ist die Generaldirektion Energie zugeordnet.

## Bisherige Amtsinhaber
| Kommissar               | Amtszeit  | Staat        | nationale Partei | politische Richtung / europäische Partei |
| ----------------------- | --------- | ------------ | ---------------- | ---------------------------------------- |
| Dan Jørgensen           | seit 2024 | Dänemark     | S                | SPE                                      |
| Kadri Simson            | 2019–2024 | Estland      | K                | ALDE                                     |
| Miguel Arias Cañete     | 2014–2019 | Spanien      | PP               | EVP                                      |
| Günther Oettinger       | 2010–2014 | Deutschland  | CDU              | EVP                                      |
| Andris Piebalgs         | 2004–2010 | Lettland     | LC               | ELDR                                     |
| Loyola de Palacio       | 1999–2004 | Spanien      | PP               | EVP                                      |
| Christos Papoutsis      | 1995–1999 | Griechenland | PASOK            | SPE                                      |
| Marcelino Oreja Aguirre | 1994–1999 | Spanien      | PP               | EVP                                      |
| Abel Matutes            | 1993–1994 | Spanien      | PP               | EVP                                      |
| António Cardoso e Cunha | 1989–1993 | Portugal     | PSD              | EVP                                      |
| Nicolas Mosar           | 1985–1989 | Luxemburg    | CSV              | EVP                                      |
| Etienne Davignon        | 1981–1985 | Belgien      | parteilos        | parteilos                                |
| Guido Brunner           | 1977–1981 | Deutschland  | FDP              | ELD                                      |
| Henri François Simonet  | 1973–1977 | Belgien      | PS               | sozialdemokratisch                       |
| Wilhelm Haferkamp       | 1967–1973 | Deutschland  | SPD              | sozialdemokratisch                       |